# HP TouchPad
HP TouchPad — интернет-планшет, выпускаемый компанией Hewlett-Packard. Продажи устройства стартовали в США 1 июля 2011 года, 15 июля 2011 года — в Канаде и некоторых европейских странах.
Особенностью HP TouchPad является работа под управлением HP webOS.
18 августа 2011 года, через 49 дней после начала продаж в США, HP анонсировали, что поддержка WebOS будет прекращена. Оставшиеся в продаже устройства были быстро распроданы со значительным дисконтом.

## Технические характеристики
HP TouchPad оснащен процессором Snapdragon APQ8060 с частотой 1,2 ГГц, 1 ГБ RAM, модулями Wi-Fi и Bluetooth, 1,3-мегапиксельной фронтальной камерой, а также литий-полимерным аккумулятором емкостью 6300 мАч. Габариты устройства составляют 240x190x13,7 мм.
Планшет обладает емкостным экраном с диагональю 9,7 дюйма и разрешением 1024 x 768 пикселей. Поддерживается технология мультитач.
TouchPad оборудован тремя аппаратными кнопками.
Согласно оценке стоимость HP TouchPad составляет 149$ для версии с 32 ГБ памяти, и 99$ для 16-гигабайтной версии.

## Операционная система
HP TouchPad поставляется с HP webOS 3.0, операционной системой, основными отличительными чертами которой являются многозадачность и удобная работа с социальными сетями и мессенджерами.

## Особенности HP webOS 3.0
- Многозадачность. В HP webOS однотипные задачи группируются в стопки, что дает возможность сделать переход от одной задачи к другой удобнее, а распределение системных ресурсов — эффективнее. Реализована система непрерывающих уведомлений, позволяющая продолжать работу во время получения уведомления.
- Touch-to-Share. Touch-to-Share позволяет синхронизировать устройства, работающие под управлением webOS. Синхронизация позволяет устройствам обмениваться задачами (на дисплее планшета появляется приложение, запущенное на смартфоне, и наоборот).
- JustType. JustType осуществляет универсальный поиск, охватывающий множество источников, в том числе список контактов пользователя, его профили в социальных сетях, почтовые аккаунты, файлы и папки.
- Synergy. Функция Synergy интегрирует учетные записи в социальных сетях и почтовые аккаунты, отображая все диалоги пользователя, которые он вел с одним собеседником, в едином окне.
- Kindle для TouchPad. Владельцу HP TouchPad предоставляется прямой доступ к библиотеке электронных книг Amazon.

## Аксессуары
HP Touchstone — беспроводное индукционное зарядное устройство. Touchstone одновременно заряжает планшет и служит ему подставкой. Пользователь может задать действия, которые будут выполняться при установке на подставку (такие, как проигрывание музыки, показ слайдшоу и т. д.).
HP TouchPad Case — чехол, защищающий HP TouchPad от внешних воздействий. Может также служить для установки планшета на вертикальной поверхности. Совместим с Touchstone: заряжать TouchPad можно, не снимая чехла.

## HP TouchPad и Box
Облачное хранилище данных Box бесплатно предоставляет каждому владельцу планшета HP TouchPad в бессрочное пользование 50 ГБ пространства для размещения данных.